# Im Tal der wilden Rosen: Bis ans Ende der Welt
Bis ans Ende der Welt ist ein deutsches romantisches Filmdrama von Dieter Kehler aus dem Jahr 2006. Der Film ist Teil einer Filmreihe des ZDF, die unter dem Titel Im Tal der wilden Rosen firmiert und in deren Mittelpunkt Frauen stehen, die sich in der Pionierzeit des 19. Jahrhunderts auf neues Terrain vorgewagt und sich allen Widerständen zum Trotz ein neues Leben aufgebaut haben. Es handelt sich um den dritten Film der Reihe, dessen Hauptrollen mit Leonore Capell und Patrik Fichte sowie Jana Voosen, Mathias Herrmann, Anja Kruse, Andreas Herder und Caroline Erikson besetzt sind.
Im Vorspann zum Film spricht Gerlinde Locker folgenden Text zur Einführung der Geschichte: „Das Tal der Wilden Rosen. Unser Tal, unsere Welt, in der wir als Siedler gelebt und gearbeitet haben. Wir haben unsere Tiere versorgt, unsere Felder bestellt, Rinderherden über das weite Land getrieben und für die harten Winter vorgesorgt. Es war kein leichtes Leben und dennoch wussten die Frauen im Tal, was es heißt, zu lieben und wie hoch der Preis ist, den man mitunter dafür zahlen muss.“

## Handlung
Vorwort: „Lady Helen Wilkenbury und ihre Zofe Mary hatten die weite Reise von England gut zurückgelegt, aber was nur ein kurzer Besuch sein sollte, wurde am Ende der Beginn eines neuen Lebens.“ Der Sägewerkbesitzer James Baker hat es eilig, da er Agatha Miller zur Beerdigung ihres Mannes Ernest, den eine Frau ermordet haben soll, begleiten will. Zur selben Zeit irrt eine junge Frau durch unwegsames Gelände. Sie scheint sehr aufgeregt. Lady Helen, eine Schriftstellerin, wartet derweil im Hotel der Stadt auf eine Kutsche, da ihr Bruder David sie nicht, wie angenommen, abgeholt hat. Das Hotel gehört Agatha Miller, die kurz darauf in Bakers Begleitung dort eintrifft. Lady Helen glaubt ihren Augen nicht trauen zu können, als sie James Baker sieht. Er stellt die Damen einander vor und erläutert, dass er Helen vor fünf Jahren das letzte Mal gesehen habe. James bietet an, Lady Helen und Mary an ihren Zielort zu bringen.
Zwischentext: „So einfach ist es nicht, die Vergangenheit hinter sich zu lassen. Alles zu vergessen, was war. Und manchmal muss man sogar eine Entscheidung nochmal durchleben, um zu wissen, ob die Entscheidung, die man damals getroffen hat, auch wirklich die richtige ist.“ Lady Helen findet die Ranch ihres Bruders verlassen vor, will aber trotz des gegenteiligen Rats von James dort bleiben. Auf Marys Frage, wer dieser Mr. James sei, antwortet sie, das sei der Mann, der ihr seinerzeit das Herz gebrochen habe, so sehr, dass sie gedacht habe, sie müsse daran sterben.
Helen stößt in der Scheune auf ein verletztes Mädchen mit blutiger Kleidung, das offensichtlich große Angst hat. Sie wirkt beruhigend auf die sehr junge Frau ein und nimmt sie im Haus auf. Im Schlaf stößt das Mädchen ängstlich die Worte aus: „Nein Mister Miller, nein, bitte nicht.“ 
James Baker trifft auf Sheriff Gordon Lightwater und will wissen, ob sich im Fall seines Freundes Ernest schon etwas getan habe. Auf Gordons Bemerkung im Hinblick auf die Ehe der Millers, über die die Leute reden würden, verteidigt er seinen Freund, die Millers hätten eine gute Ehe geführt. Als beide unterwegs sind erzählt James Gordon, dass er eine Anbindung an die Eisenbahn plane, was für das Tal eine große Errungenschaft wäre, da das die Transportwege enorm verkürzen würde. James reitet dann zur Farm von Helen weiter und weist sie darauf hin, dass man nach einer jungen Frau namens Jenny suche, die unter Mordverdacht stehe und noch in der Gegend sein müsse. Helen spricht daraufhin mit Jenny, die unter Tränen schildert, was an jenem Abend vorgefallen ist. Mr. Miller sei bekannt bei den Küchenmädchen gewesen für seine Vorliebe für sehr junge Frauen. Er habe sich nach einem Geschäftsessen mit Freunden auch ihr genähert, sie zu Boden gestoßen, sich auf die gelegt und ihr den Rock hochgeschoben. In ihrer Not habe sie nach einer Lampe gegriffen und sie ihm auf den Kopf gehauen. Sie habe ihn nicht töten wollen. 
Nur wenig später ringt Agatha Miller sich dazu durch, James von der Vorliebe ihres Mannes für sehr junge Mädchen zu erzählen. Das müsse aber unter allen Umständen geheim bleiben. Denn diese Tatsache würde wahrscheinlich ein ganz anderes Licht auf den Mord werfen. Zur selben Zeit hat Helen einen Disput mit ihrem inzwischen zurückgekehrten Bruder, der ihr erzählt, dass er bankrott sei und auch ihr Geld, das sie in die Farm gesteckt habe, dabei draufgegangen sei.
Nachdem David Wilkenbury Helen eine Lüge erzählt hat, reitet sie wütend zu James’ Haus. Das Ganze endet jedoch damit, dass James Helen wortlos ins Haus trägt und beide die Nacht miteinander verbringen. Ihre Liebe hat die Zeit überdauert. Helen, die seit ihrer Trennung von James an einer Schreibblockade litt, fängt wieder an zu schreiben. Sie will die Geschichte der Frauen aus dem Tal der Rosen zu Papier bringen. David kommt aus Calgary mit Beweisen zurück, die zweifelsfrei belegen, was für ein Mensch Miller war und dass er sich immer wieder an Minderjährigen vergriffen hat. Helen ist erleichtert, muss aber gleichzeitig von David erfahren, dass er so hoch verschuldet ist, dass er auch die Ranch verpfändet hat, was ihrer aller Auszug in den nächsten Tagen bedeuten werde.
Nachdem Jenny doch noch verhaftet worden ist, setzt Helen alles daran, ihr zu helfen. Ein weiteres Problem besteht darin, dass Mary sich mit Lord David eingelassen hat und nun ein Kind von ihm erwartet. Und dann erfährt Helen auch noch, dass Eltern und Bruder sie vor fünf Jahren hintergangen und ihre Verbindung mit James durch eine Intrige unterbunden haben. James bekam einen gefälschten Brief und Helen wurde erzählt, James sei mit einer anderen Frau nach Kanada ausgewandert. 
Einige Zeit später kommt der Sheriff vorbei und teilt mit, dass der Friedensrichter seinem Antrag auf Notwehr gefolgt und Jenny damit endgültig frei sei. Zudem hat der Verlag Helen mitgeteilt, dass sie unbedingt weiterschreiben solle, ihr Manuskript gefalle sehr. Helen will mit der Kutsche zurück nach New York, diese wird jedoch von James eingeholt, der Helen versichert, auch wenn sie wertvolle Jahre verloren hätten, hätte das ihrer Liebe nichts anhaben können, die sie nun leben wollen.
„Wochen später begleitete James Helen nach New York, wo sie als neuer Stern am Romanhimmel gefeiert wurde. Und dann fuhr das frisch verheiratete Paar zurück ins Tal der wilden Rosen. Mary bekam ein Kind nach dem anderen, und aus David wurde am Ende doch noch ein richtiger Rinderbaron. Und Jenny – Jenny wurde Hebamme und stand Helen bei der Geburt ihrer Tochter Viktoria bei, und zur Taufe fuhren alle gemeinsam mit der Eisenbahn auf der neuen Trasse, mit der James unser Tal an die Hauptstrecke angebunden hatte. Aber das ist eine andere Geschichte.“

## Produktionsnotizen, Veröffentlichung
Produziert wurde der Film von der Videoscope Fernseh-Film GmbH. Die Dreharbeiten fanden in Kanada statt. Ideengeber für die neue Filmreihe ist Claus Beling, verantwortlicher Leiter der Hauptredaktion Unterhaltung/Wort beim ZDF. Das ZDF schrieb beim Anlauf der neuen Reihe: „Die Regisseure Oliver Dommenget und Dieter Kehler haben die Originaldrehbücher von Barbara Engelke verfilmt. Mit Starbesetzung produziert in einer der faszinierendsten, großen Landschaften der Welt sind daraus mitreißende Filme geworden. Ihre Hauptfiguren nehmen die Zuschauer mit in eine Welt, die wir alle kennen und doch aus so weiblicher Perspektive völlig neu entdecken werden. Es ist die Geschichte der großen Liebe in einem weiten Land…“ Die entscheidenden Personen vor Ort, die immer ein auge darauf gehabt hätten, die Produktion nicht aus dem Ruder laufen zu lassen, seien der Herstellungsleiter Frank Buchs und die TV-Producerin Winka Wulff gewesen.
Der Film wurde vom ZDF am 12. März 2006 im Rahmen des „Großen ZDF-Sonntagsfilms“ erstausgestrahlt. In Frankreich wurde er am 20. März 2007 veröffentlicht, in Italien am 26. Juni 2010.
Die ersten drei Filme der Reihe erschienen am 4. Dezember 2006 auf DVD, herausgegeben von der Universum Film GmbH.

## Kritik
Kino.de meinte, „vor der malerischen Kulisse der majestätischen Rocky Mountains“ entfalte „auch der dritte und letzte Film der ‚Wilde Rosen‘-Reihe die erprobte Mischung aus Melodram und Romanze“. „Neu daran“ sei „die Herausforderung, einen Western aus weiblicher Perspektive zu erzählen.“ Weiter hieß es: „Letztlich orientiert sich die Autorin der Trilogie, Barbara Engelke, zwar an bewährten Pilcher-Stoffen, doch die prachtvolle Landschaft stellt einen in der Tat reizvollen Kontrast zu dem auf diesem Sendeplatz üblichen Herzschmerz dar.“
Crew United schrieb: „Herz, Schmerz, Verbrechen: Als hätten sich die Damen Pilcher und Lindström zusammengetan, um ‚mal was Spannendes‘ zu machen.“
TV Spielfilm tat den Film mit den Worten ab: „Kitschpostkarte aus dem wilden Kanada.“